# Obdaga
Obdaga est une commune rurale située dans le département de Manni de la province de la Gnagna dans la région de l'Est au Burkina Faso.

## Géographie
Obdaga – commune agropastorale à centres d'habitations dispersés – est situé à 2 km au Nord-Ouest de Bombonyenga et à 10 km au Sud-Ouest du chef-lieu du département Manni.

## Santé et éducation
Le centre de soins le plus proche de Obdaga est le centre de santé et de promotion sociale (CSPS) de Bombonyenga.